# 신공
신공(身貢)은 노비가 주인에게 제공하는 노동력이나 물품을 뜻한다.

## 고려시대
고려시대에 귀족들은 자신의 소유지를 노비에게 경작시키거나 소작을 시켜 생산량의 반정도를 거두었는데, 이때 외거 노비가 신공으로 매년 베나 곡식을 바쳤다.

## 조선시대
양반은 외거 노비에게서 매년 신공으로 포와 돈을 거두었다. 당시 노비의 신공은 남자는 면포 1필과 저화 20장, 여자는 면포 1필과 저화 10장을 양반에게 바쳤다.

## 참조
- 고등학교 국사 교과서(2006년도 발행)의 내용을 바탕으로 작성함.